# Pickawillany
Pickawillany est un poste de traite amérindien de la tribu des Miamis situé le long de la rivière de la Grande Miami dans l'État actuel de l'Ohio.

## Historique
En 1749, le chef amérindien Memeskia quitta le village de Kekionga (sous influence française) pour s'établir plus à l'Est à Pickawillany, dans une région sous influence anglaise en violation du traité d'Utrecht.
En 1752, alors que la guerre de la Conquête est sur le point de commencer entre Français et Anglais, l'officier colonial français, Charles Michel de Langlade, mène un raid sur Pickawillany (actuel Piqua, dans l'Ohio). Les Français étaient alors en compétition avec les Britanniques pour le contrôle de la vallée de l'Ohio et de ses populations amérindiennes. L'officier colonial Pierre Céloron de Blainville n'avait pas réussi à convaincre les Miamis sous l'autorité de Memeskia (dit La Demoiselle) de quitter Pickawillany, qui était dans la zone d'influence britannique. Langlade fut alors envoyé à la tête d'une troupe estimée à 300 Français et Amérindiens sur Pickawillany qu'il attaqua alors que la plupart des hommes Miami étaient partis à la chasse. Les Miamis restants et les marchands anglais furent obligés de se rendre et leur chef Memeskia fut tué. Le village fut entièrement détruit.